# Мазино, Янг
Кристофер Янг Ким (англ. Christopher Young Kim; род. 27 августа 1991 года, Монтгомери, Мэриленд, США), более известный под сценическим псевдонимом Янг Мазино (англ. Young Mazino), — американский актёр. Прорыв в его карьере произошёл благодаря роли в сериале Netflix «Грызня» 2023 года, за которую он был номинирован на премию прайм-тайм «Эмми» в категории «Лучший актёр второго плана в мини-сериале или телефильме».

## Ранняя жизнь
Кристофер Янг Ким родился в Мэриленде. Вырос в Силвер-Спринг, штат Мэриленд, в семье корейских иммигрантов. У него есть две старшие сестры. Отец иммигрировал в США из Кореи в возрасте 16 лет.
Мазино имеет чёрный пояс первой степени по тхэквондо. Во время занятий в спортивной секции он скрывал свою любовь к театру и не говорил о том, что играет в мюзиклах, пока его друзья сами не увидели его на сцене, тогда он столкнулся с экзистенциальным кризисом ещё до того, как понял, что это такое.
Учился в Университете Мэриленда, округ Балтимор, но бросил учёбу и в 2014 году переехал в Нью-Йорк, чтобы поступить в Студию актерского мастерства Стеллы Адлер, где обучался в течение года.
До своей прорывной роли в сериале «Грызня» Мазино в течение шести лет работал старшим аналитиком по бизнес-аналитике в подразделении Fresh компании LVMH.

## Карьера
В 2018 году Мазино выбрал сценический псевдоним «Янг Мазино» (англ. Young Mazino). Этот псевдоним представляет собой сочетание его настоящего среднего имени и имени персонажа из комиксов — Урека Мазино из «Башни Бога», созданного корейским художником S.I.U. Мазино объяснил, что решил взять псевдоним, потому что при регистрации в Гильдии киноактёров США в 2018 году было слишком много актёров с его настоящей фамилией.
Он сыграл роли в нескольких короткометражных фильмах и телешоу, прежде чем получил прорывную роль Пола Чо, младшего брата персонажа Стивена Ёна, в популярном сериале Netflix «Грызня», за которую был номинирован на премию прайм-тайм «Эмми» в категории «Лучшая мужская роль второго плана в мини-сериале, антологии или фильме.
В январе 2024 года было объявлено, что Мазино присоединится к актёрскому составу второго сезона сериала HBO «Одни из нас» в роли Джесси.

## Фильмография

### Кино
| Год  | Название                       | Роль           | Примечание                                                |
| ---- | ------------------------------ | -------------- | --------------------------------------------------------- |
| 2013 | Раскопки                       | Молодой парень | Короткометражный фильм, указан в титрах как Кристофер Ким |
| 2015 | Под Раем                       | Кхай           | Видео, указан в титрах как Кристофер Ким                  |
| 2016 | Предначертанный судьбой король | Санган         | Короткометражный фильм, указан в титрах как Кристофер Ким |
| 2017 | Основание                      | Мэтт           | Короткометражный фильм, указан в титрах как Кристофер Ким |
| 2018 | Рыбные кости                   | Питер Ким      | Указан в титрах как Кристофер Ким                         |
| 2022 | Хороший мальчик                | Джун Ким       | Короткометражный фильм                                    |
| 2023 | Триумф троицы                  | Отец Ким       |                                                           |
| 2025 | Опус                           | Кент           |                                                           |

### Телевидение
| Год  | Название        | Роль                    | Примечание                                                      |
| ---- | --------------- | ----------------------- | --------------------------------------------------------------- |
| 2014 | Безумная любовь | Джейми                  | Эпизод: «Бет и Ноа», указан в титрах как Кристофер Ким          |
| 2016 | Слепая зона     | Вооружённый охранник №2 | Эпизод: «Любой раненный вор», указан в титрах как Кристофер Ким |
| 2018 | Новый Амстердам | Двуязычный интерн №2    | Эпизод: «Пилот»                                                 |
| 2019 | Голубая кровь   | Офицер Энди Чен         | Эпизод: «За улыбкой»                                            |
| 2020 | Томми           | Джун                    | Эпизод: «Девятая девушка»                                       |
| 2020 | Блудный сын     | Алекс Ву                | Эпизод: «Работа»                                                |
| 2023 | Грызня          | Пол Чо                  | Главная роль, 10 эпизодов                                       |
| 2025 | Одни из нас     | Джесси                  | Второй сезон                                                    |

### Музыкальные видео
| Год  | Название | Роль             | Артист |
| ---- | -------- | ---------------- | ------ |
| 2023 | «Snooze» | Любовный интерес | SZA    |

## Награды и номинации
| Награда                      | Год  | Категория                                                   | Работа / Номинант | Результат | Ист.   |
| ---------------------------- | ---- | ----------------------------------------------------------- | ----------------- | --------- | ------ |
| Прайм-таймовая премия «Эмми» | 2023 | Лучшая мужская роль второго плана в мини-сериале или фильме | Грызня            | Номинация | [ 8 ]  |
| Телепремия «Астра»           | 2024 | Лучшая мужская роль второго плана в мини-сериале или фильме | Грызня            | Номинация | [ 10 ] |